# Resolução 19 do Conselho de Segurança das Nações Unidas
Resolução 19 do Conselho de Segurança das Nações Unidas, aprovada em 27 de fevereiro de 1947, criou uma sub-comissão de três membros para examinar todos os fatos envolvidos na disputa entre o Reino Unido e a Albânia sobre o Estreito de Corfu e fazer um relatório ao Conselho até 10 de março de 1947. Dois navios britânicos foram afundados por minas no Estreito em 22 de outubro de 1946.

A resolução foi aprovada com 8 votos, com três abstenções da Polônia, União Soviética e Síria.